# Khả năng sinh sống trên hành tinh

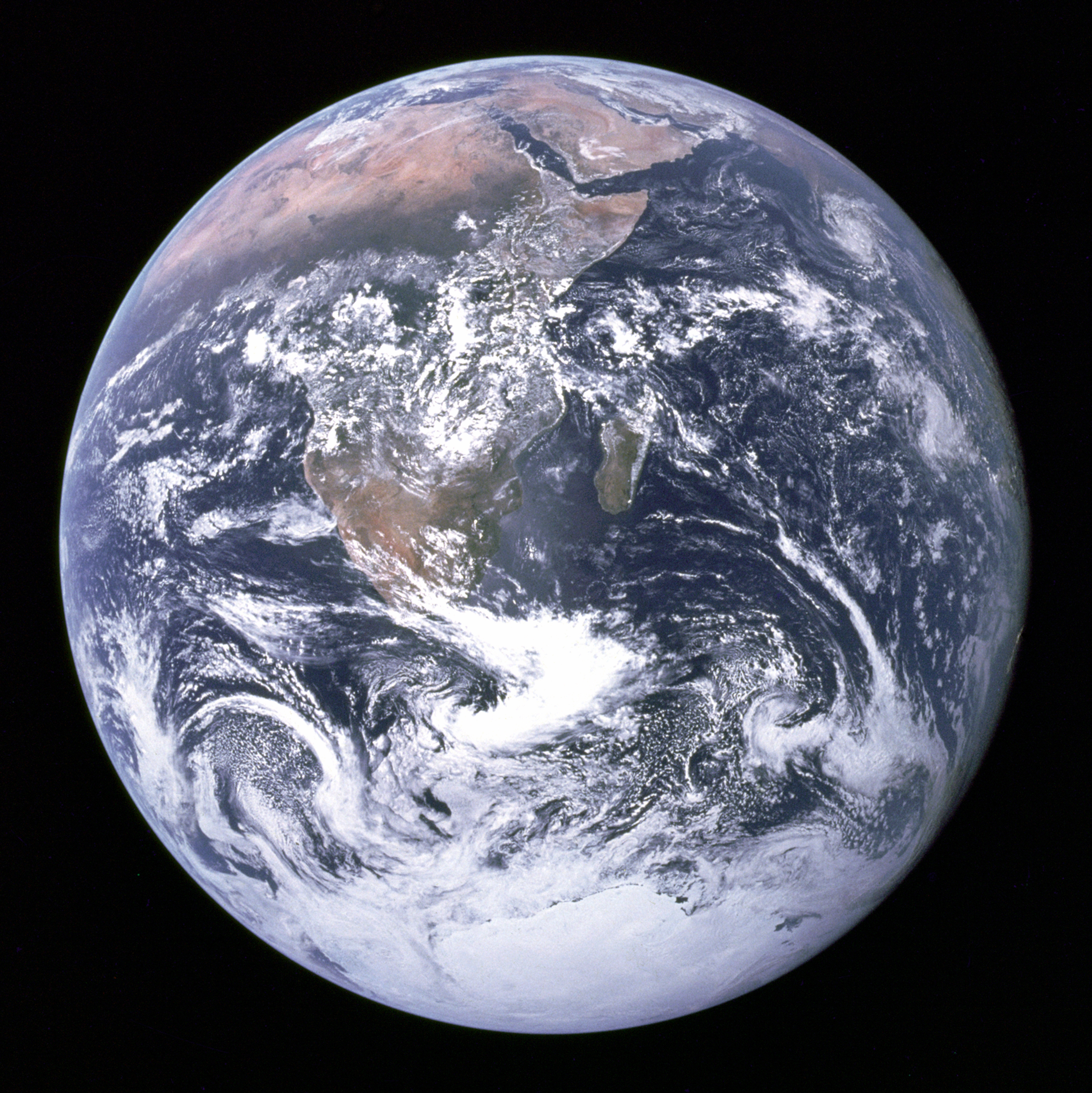
Hiểu được môi trường sống của hành tinh chủ yếu là ngoại suy các điều kiện trên Trái Đất, vì đây là hành tinh duy nhất được biết có hỗ trợ sự sống.

Khả năng sinh sống trên hành tinh là thước đo khả năng có môi trường phù hợp cho phép sự sống trên một hành tinh hoặc một vệ tinh tự nhiên của nó. Môi trường sống được không bắt buộc phải có sự sống. Sự sống có thể phát triển trực tiếp trên một hành tinh hoặc vệ tinh hoặc được chuyển đến nó từ một nơi khác, một quá trình giả thuyết được biết đến như là sự lây truyền sự sống. Do việc tồn tại của sự sống ngoài Trái Đất vẫn chưa được khẳng định, nghiên cứu khả năng sinh sống trên hành tinh chủ yếu là sự ngoại suy của các điều kiện trên Trái Đất và các đặc tính của Mặt Trời và Hệ Mặt Trời với các điều kiện phù hợp với việc phát triển sự sống—Đặc biệt là những yếu tố đã duy trì các sinh vật đa bào phức tạp và không chỉ đơn thuần là những sinh vật đơn bào. Nghiên cứu và lý thuyết trong lĩnh vực này là một thành phần của khoa học hành tinh và là lĩnh vực mới nổi của sinh học vũ trụ
Một yêu cầu bắt buộc cho sự sống là có một nguồn năng lượng, và khả năng có sự sống trên hành tinh hàm ý rằng nhiều tiêu chí về địa vật lý, địa hóa học, và vật lý thiên văn phải đạt được trước khi một hành tinh hay một vệ tinh có thể hỗ trợ sự sống. Trong lộ trình sinh học thiên văn của mình, NASA đã xác định các tiêu chuẩn của sự sống chính là "các vùng nước ở thể lỏng rộng lớn, tạo điều kiện thuận lợi cho việc tổng hợp các hợp chất hữu cơ phức tạp, và nguồn năng lượng để duy trì trao đổi chất".
Để xác định tiềm năng của sự sống trên một hành tinh/vệ tinh, các nghiên cứu tập trung vào cấu tạo, tính chất quỹ đạo, khí quyển, và tương tác hóa học tiềm năng. Các đặc điểm của sao có tầm quan trọng bao gồm khối lượng và độ sáng, biến quang ổn định, và có độ kim loại cao. Các hành tinh/vệ tinh  có đá và nền lục địa ẩm với tiềm năng hóa sinh giống Trái Đất là trọng tâm chính của nghiên cứu sinh học vũ trụ, mặc dù các giả thuyết mạo hiểm hơn đôi khi khảo sát các sinh vật không phải con người và các loại thiên thể khác.
Ý tưởng rằng các hành tinh ngoài Trái Đất có thể hỗ trợ sự sống là một ý tưởng lâu đời, mặc dù về mặt lịch sử, nó được triết học cũng như vật lý học nói đến. Cuối thế kỷ 20, có hai đột phá trong lĩnh vực này. Việc quan sát và thám hiểm không gian bằng tàu vũ trụ đối với các hành tinh và mặt trăng khác trong Hệ Mặt Trời đã cung cấp thông tin quan trọng về việc xác định tiêu chí môi trường sống và cho phép so sánh về địa lý một cách đáng kể giữa Trái Đất và các thiên thể khác. Việc khám phá các hành tinh ngoài hệ Mặt Trời, bắt đầu vào đầu thập kỷ 1990 và tăng tốc sau đó, đã cung cấp thêm thông tin cho nghiên cứu về sự sống ngoài Trái Đất nếu có. Những phát hiện này khẳng định rằng Mặt trời không phải là duy nhất trong số các sao chứa các hành tinh và mở rộng tầm nhìn nghiên cứu nơi sinh sống vượt ra ngoài Hệ Mặt Trời.
Quá trình hóa sinh có thể diễn ra ngay sau Big Bang, 13.8 tỷ năm trước, trong một thời kỳ sinh sống khi Vũ trụ mới chỉ  10–17 triệu năm tuổi. Theo giả thuyết về tình trạng mất cân bằng, sự sống vi sinh vật được các thiên thạch, tiểu hành tinh và các thiên thể nhỏ của hệ mặt trời phân phối đi các nơi—có thể tồn tại xuyên suốt vũ trụ. Tuy nhiên, Trái Đất là nơi duy nhất trong vũ trụ được biết đến có hỗ trợ sự sống. Dự đoán các khu vực có thể sống được xung quanh các ngôi sao khác, cùng với sự khám phá ra hàng trăm hành tinh ngoài hệ Mặt Trời và những hiểu biết mới về môi trường sống khắc nghiệt ở đây trên Trái Đất, gợi ý rằng có thể có nhiều nơi sinh sống hơn trong vũ trụ hơn  cho đến gần đây. Vào ngày 4 tháng 11 năm 2013, các nhà thiên văn học đã báo cáo, dựa trên dữ liệu của sứ mệnh không gian Kepler, rằng có thể có tới 40 tỷ hành tinh  kiểu Trái Đất đang quay quanh các khu vực có thể sống được với sao giống Mặt Trời và các sao lùn đỏ trong Ngân Hà. 11 tỷ trong số những hành tinh này ước tính có thể quay quanh các ngôi sao giống Mặt Trời. Hành tinh gần nhất có thể cách Trái Đất 12 năm ánh sáng, theo các nhà khoa học.

## Sách tham khảo
- Ward, Peter; Brownlee, Donald (2000). Rare Earth: Why Complex Life is Uncommon in the Universe. Springer. ISBN 0-387-98701-0.